# Mapa

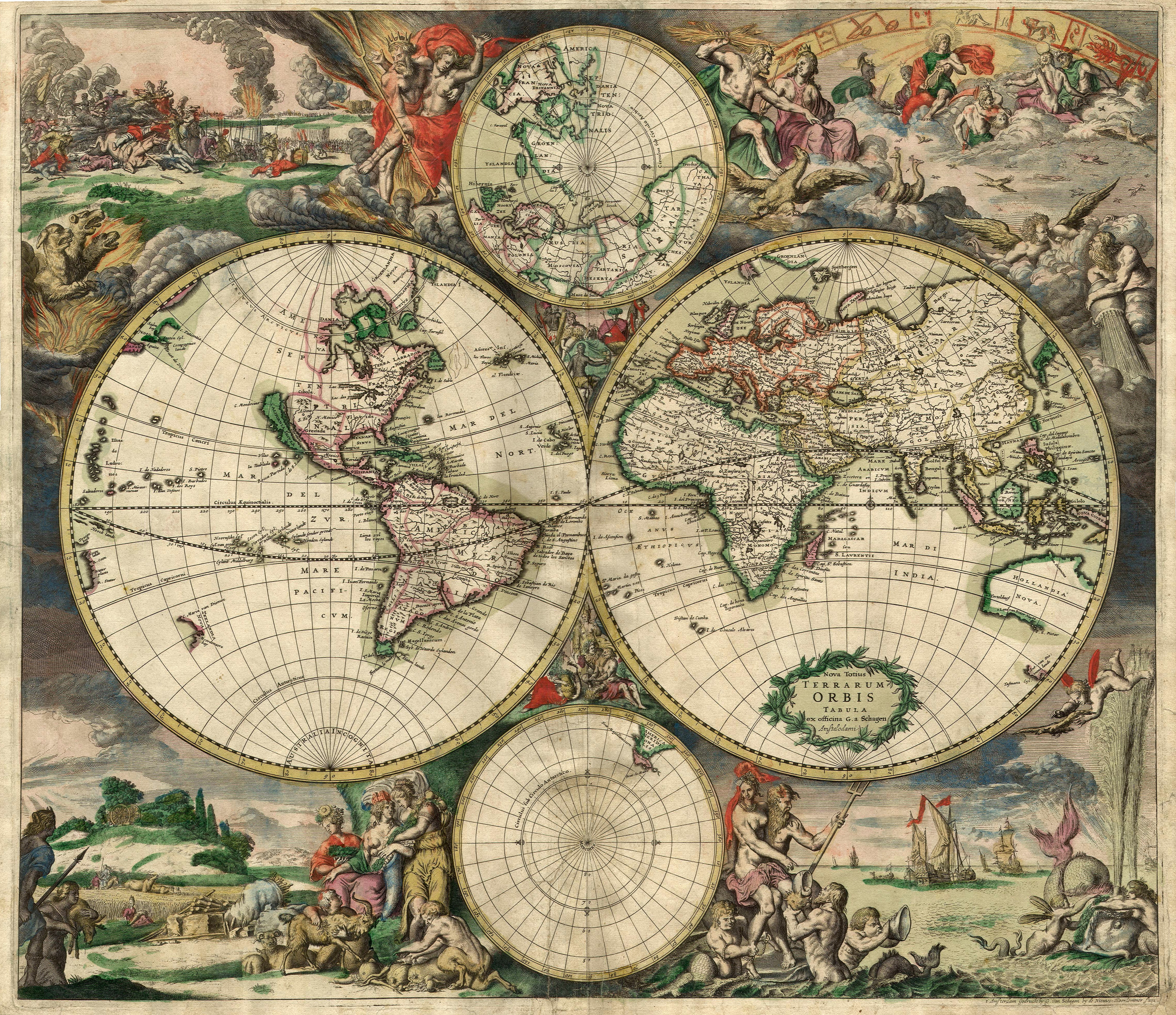
Mapa del món 1689 (Amsterdam)

Un mapa (del llatí mappa), també conegut com a plànol, és una representació plana o en dues dimensions d'un espai de tres dimensions. La ciència dels plànols i mapes és la cartografia. La diferència entre un mapa i un plànol és només d'escala, i de la tossa de l'element que es vol representar. Es diu plànol del mapa que representa espais o llocs petits, com edificis, barris, o ciutats; en el cas d'elements més grossos se sol parlar de mapes. Un mapa representa la superfície de la terra amb una escala i una projecció determinades. El mapa serveix per orientar-se en un país, en una regió, etc.
Diríem que són una eina d'adreça que ajuda a les persones a trobar-se en llocs desconeguts, encara que normalment per llocs més reduïts se sol utilitzar un plànol; que et mostra ciutats, carrers i pobles d'un determinat lloc.

## Història
Sense menystenir les aportacions orientals sobre el tema, el present resum se centra en els treballs de la cartografia occidental, inicialment focalitzada en territoris propers al Mediterrani.

### Antiga Grècia

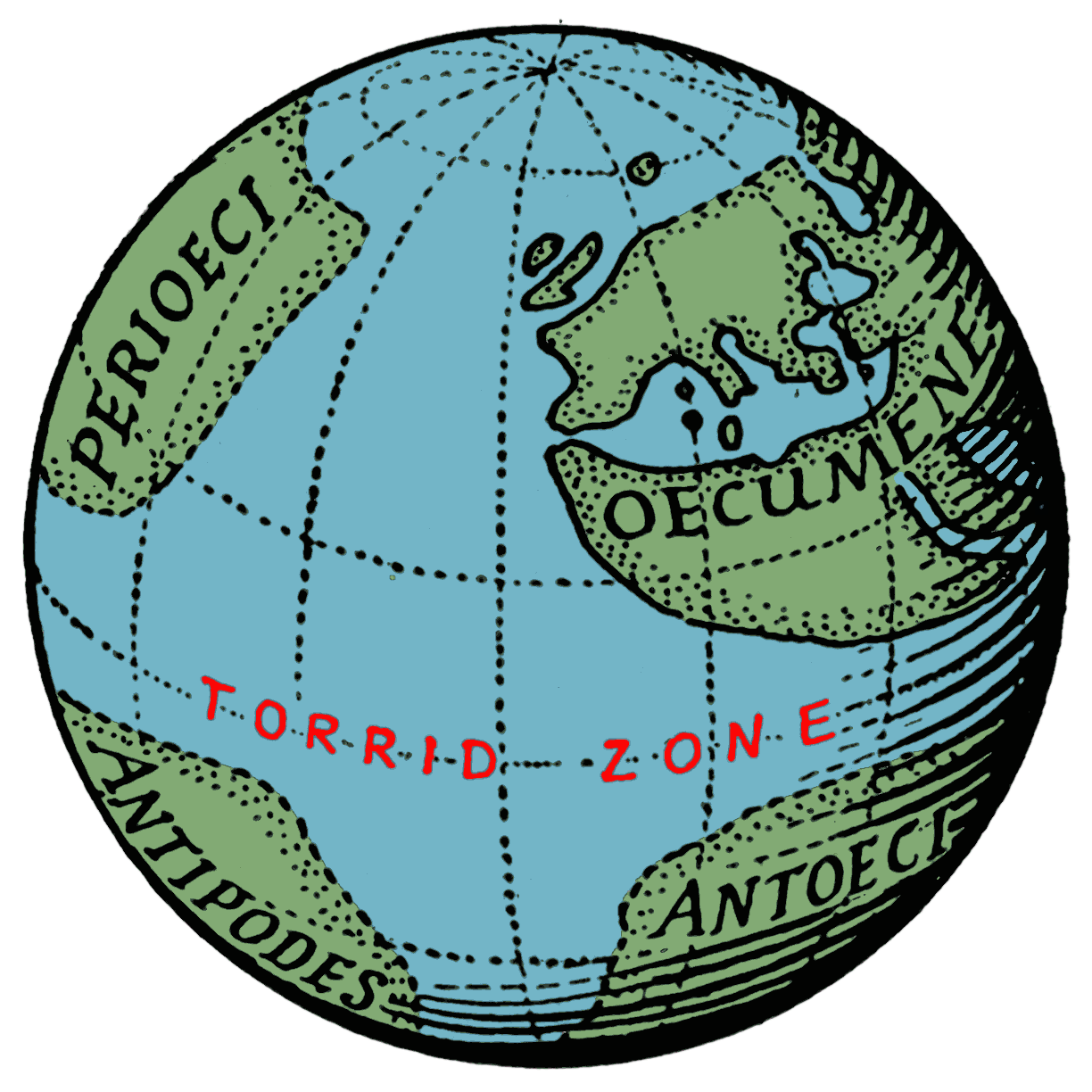
Moderna reproducció de 1921 segons un mapamundi de Crates (al voltant de 150 aC)

Reconstrucció del mapa de l'ecumene d'Heròdot, circa 450 aC

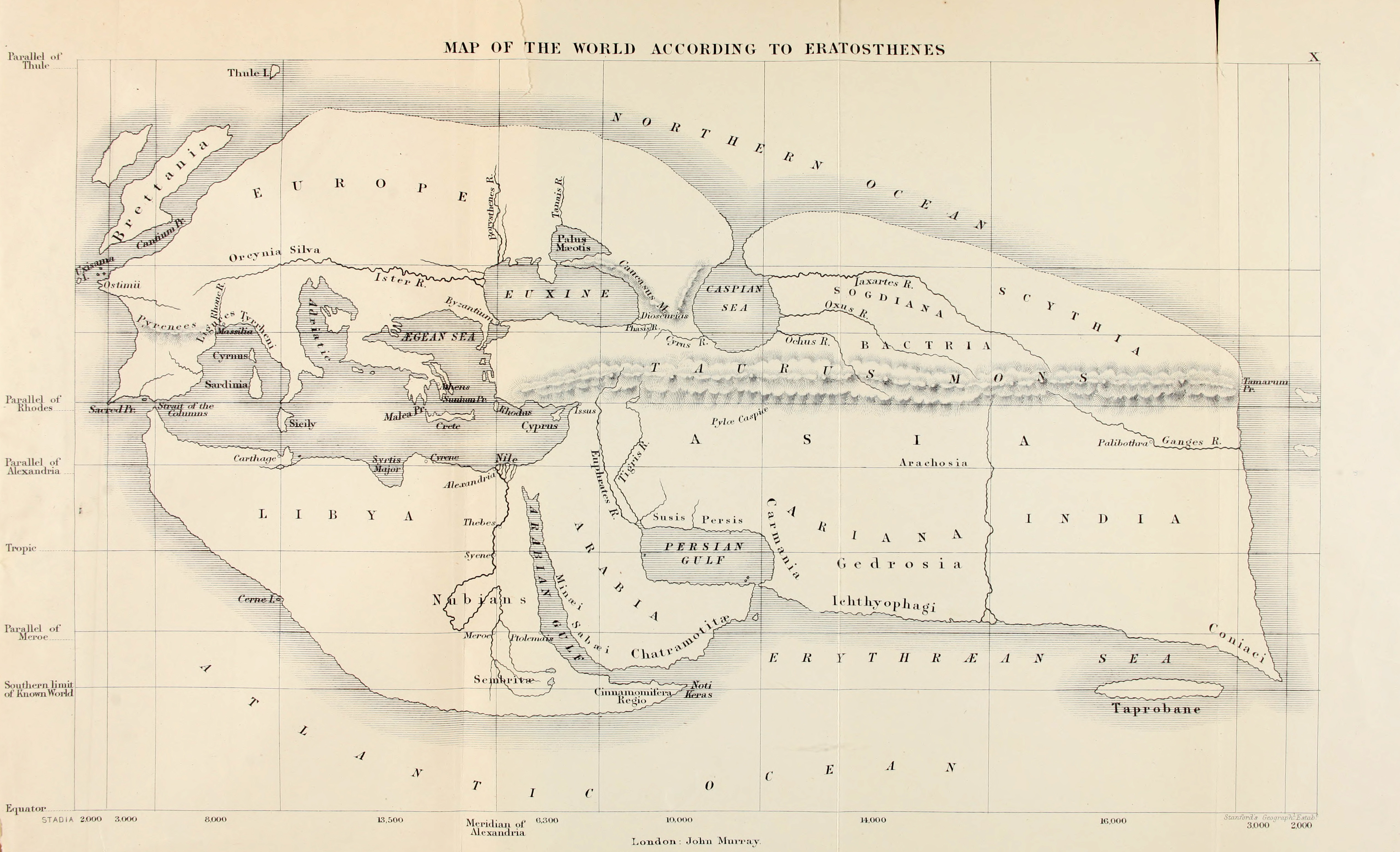
Reconstrucció del (segons Bunbury) del mapa de Eratòstenes del món conegut a la seva època. Està indicat el paral·lel de Rodes (diafragma) i el meridià de Rodes.

A l'antiga Grècia i a l'Imperi Romà es van crear mapes, com el de Anaximandre (VI aC)
Fa 2500 anys només s'havia realitzat el 8% de l'exploració de la zona coneguda. A l'antiga Grècia es dividia el món en dues seccions principals: l'est, amb el mar Egeu i Àsia, i l'oest, Europa, des de l'espai basat en l'esquema dels punts cardinals.
El marí grec Piteas, que va viure al segle iv aC, va ser el primer en emprar el sol per a determinar la latitud -distància al nord o al sud de l'equador- dels llocs que visitava. L'any 310 aC, va navegar al llarg de la costa europea des de Cadis, A la península ibèrica, fins a la Gran Bretanya.
Piteas va establir la latitud de la seva nativa Massilia (l'actual Marsella, que era llavors una colònia grega), el que va servir al geògraf i astrònom Claudi Ptolemeu per traçar un mapamundi al segle II després de Crist. Ptolemeu també es va valer del treball de Marí de Tir, un fenici del segle i dC a qui se li va ocórrer la idea de traçar una quadrícula en les cartes de navegació.
Aristarc de Samos (segle iii aC) va defensar la teoria heliocèntrica, que no va ser acceptada fins al segle xv.
Eratòstenes (272 aC - 192 aC), astrònom grec nascut a l'Àfrica, va argumentar el 240 aC, en el seu llibre Geogràfica, que la terra és esfèrica, i va calcular la circumferència en 39.688 quilòmetres (mesurant la distància entre Alexandria i Siena, i el càlcul de la inclinació del sol a les dues ciutats). Va ser el primer a crear un planisferi amb un sistema de coordenades amb paral·lels i meridians.

Hiparc de Nicea (190 aC - 125 aC) va proposar la divisió de la Terra en meridians i paral·lels i l'establiment de la durada de l'any solar de 365 dies.

Ptolemeu (100-170) va defensar el sistema geocèntric. Va fer un mapamundi amb més de 8.000 topònims. Va fer ús de l'experiència feta per Piteas i l'obra de Marí de Tir, un fenici del segle i dC, que havia dibuixat una carta de navegació amb una quadrícula. El mapamundi de Ptolemeu inclou tot el món conegut (l'Ecumene) per la societat occidental del moment.
Així que es van començar a fer mapes de rutes (periples), amb els noms dels ports, rius i muntanyes, van ser utilitzats pels comerciants. Els van usar en les conquestes militars romanes per planificar i organitzar els territoris ocupats.

### Edat mitjana
A l'edat mitjana, la concepció del món es va veure afectada per la Bíblia, però la cultura àrab va recuperar la imatge de la Terra i els càlculs dels astrònoms grecs.
Mapamundi és el terme generalment utilitzat per a descriure els mapes del món europeus de l'Edat Mitjana. Sobre un Mapamundi es poden identificar prop de 1.100 noms de pobles, dels quals 900 són a les il·lustracions dels manuscrits i altres en documents independents.

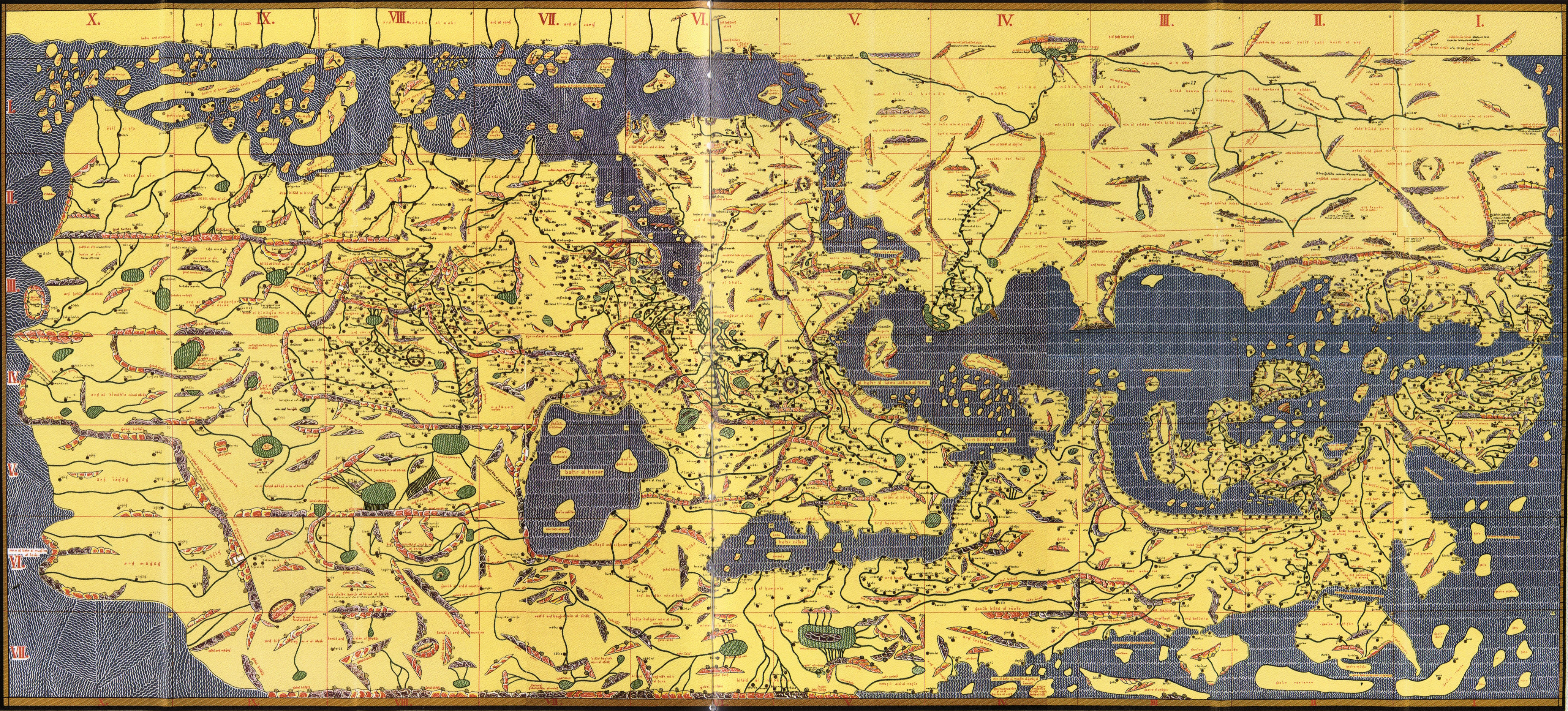
La Tabula Rogeriana, dibuixada per Muhammad al-Idrisi per a Roger II de Sicília el 1154

En els territoris cristians la Terra era considerada un terreny sòlid, envoltat per l'aigua. Els mapes representaven una descripció bíblica, no la geografia. Els mapes eren molt artístics, però amb molts errors. La terra era una superfície circular, amb Jerusalem al centre, una creu simbòlica enmig d'un mar en forma de T, van ser els "mapes T en O". El Paradís estava a l'est. Aquests mapes no confonien a la ciutadania, que va tenir una experiència espacial limitada. Directament conscient només de la seva ciutat o poble i els seus voltants i la resta era de coneixement indirecte.
A poc a poc es va anar advertint la necessitat de mapes més precisos de la zona que pertanyia a un senyor feudal, però aquests mapes eren de la seva propietat i no arribaven a la gent.
El geògraf àrab al-Idrissí va desenvolupar el 1154 la Tabula Rogeriana, un atles, que inclou l'Àfrica medieval coneguda, l'oceà Índic i l'Extrem Orient conegut. Compilació d'informació dels comerciants àrabs i els exploradors, i el patrimoni dels geògrafs clàssics, va crear el mapa més precís dels tres segles següents.
Al segle xiii les ciutats de Pisa, Barcelona, Palma o València van ser els focus del comerç a la Mediterrània. Les seves expedicions van arribar al Marroc i a Egipte, gràcies a la invenció de la brúixola, fet que els va permetre l'orientació en alta mar. Els mapes marítims de l'època o portolans van ser una col·lecció de dibuixos a manera d'atles detallats, especialment de les zones litorals, amb una representació d'un sistema de rumbs marítims relacionats amb la rosa dels vents.
Per tant, l'assignació va ser essencial per a la gent de mar. Abraham Cresques, representant de l'escola cartogràfica mallorquina del segle xiv va produir un compendi de cartografia més important del seu temps.
A l'Era dels Descobriments (segle XV - xvii), els cartògrafs europeus van copiar els mapes antics (alguns daten de molts segles enrere) i van dibuixar els seus propis mapes sobre la base de les observacions dels exploradors fins i tot amb noves tècniques. La invenció de la brúixola i el telescopi van conferir major precisió als documents. El 1492 el cartògraf de Nuremberg Martin Behaim va construir el primer globus terrestre
Al segle xv Europa coneixia aproximadament la meitat de les masses de terra. Llavors van iniciar les grans expedicions per trobar les rutes marítimes al Índia, un paradís per a les espècies i les riqueses.
Enric el navegant, rei de Portugal va fundar l'escola de Sagres començant a descobrir les rutes d'Àfrica, que van permetre assenyalar que l'oceà Índic, era un mar obert i que Àfrica era independent d'Àsia.

### Documents medievals
Les referències als mapes són freqüents en diversos documents medievals.
- 1256. "...in libro suo de mappa mundi ... in libro mappe mundi Tholomei..."[30]
- c1270

En una crònica del rei Lluís IX de França s'esmenta la consulta d’un mapa (carta portolana) per a confirmar la posició del vaixell en alta mar.
| «                                                                                 | ..., navis principes coram rege evocati, de loco ubi tunc aderant interrogati, sub dubio responderunt. Dixerunt enim quod credebant esse prope terram, et multum mirabantur quod tam tarde suis aspectibus appareret. Unde allata mappa mundi, regi situm terre portus Callariei et vicinitatem propinqui littoris ostenderunt . | » |
| — Gesta Ludovici regis Franciae, in Recueil des historiens de la France, XX, 444. | |   |

- 1285. Ramon Llull. Arbre de sciència.[34]
  - El tema de la navegació en Ramon Llull és particularment important. Entre les seves obres s'esmenta un tractat de navegació perdut: Ars navigandi.
  - En altres obres hi ha un parell de fragments que donen molta informació en poques paraules. En el més important, Llull defineix indirectament la navegació: saber la posició del vaixell mentre navega, en tot moment, amb referència a una geografia coneguda.

| « | La navegació naix i se deriva de la Geometria i de l'Aritmètica, perquè la nau que en un temps donat es troba en un lloc, en un altre temps se troba en un altre lloc diferent. | » |

| « | Lo mariner consira galera e nau e barca, e consira vela e arbre e nàuxer, e les altres coses qui a nau se pertanyen; e enaprés consira temps de navegar e•ls ports a los quals ha refugi, e la estela e la agulla e la caramida, e•ls vents, e les milles e les corses d'aquells, e les altres coses qui•s pertanyen a la sua art. | » |

| « | Quest. Ramon, los mariners còm mesuren les milles en la mar? – Sol. Los mariners consiren .iiij. vents generals, ço es saber, levant ponent mitjorn e tremuntana; e consiren altres .iiij. vents qui ixen dels primers, ço es saber, grec exaloc lebeg e maestre; e consiren lo centre del cercle en lo qual los vents fan angles e aprés consiren per lo vent de levant anant la nau luny .C. milles del centre, quantes milles ha tro al vent de exaloc, e doblen les milles tro a .CC. milles, e conexen quant son multiplicades les milles, que son .CC. del vent de levant tro al vent de exaloc, per moltiplicament de les milles qui son del terme centenar de levant tro al terme de exaloc; e d açò han instrument carta e compàs agulla e tremuntana. | » |

La versió original en llatí de la part final de la cita anterior (...Et ad hoc instrumentum habent chartam, compassum, acum, & stellam maris) ha estat interpretada per alguns com si Ramon Llull esmentés l'existència d'una regla (instrumentum = regla de marteloio) que havia vist aplicar, sense explicar-ne els detalls.
- 1373

| « | Mossen Olfo: com nos desigem haver la carta de navegar complida ab tot son arrendament e sestes, per ço us pregam que ns tremetats la dita carta be feta e devisada ab son levant e ponent, en que sia especialment tot l estret e quan fer se puixa del dit ponent e del dit estret anant vers ponent, car d aço ns farets plaer assenyalat, lo qual molt vos grahirem. Dada en Valencia, sots nostre segell secret, a .xxvi. de setembre de l any .mccclxxiii. | » |
| — Carta de l'infant Joan a Olfo de Proixida. Documents per l'historia de la cultura catalana mig-eval. Antoni Rubió i Lluch. Barcelona, 1908. Pàgina 251 | |   |

## Els plànols en enginyeria i arquitectura
Tècnicament són documents que defineixen les formes i mesures d'objectes, amb la finalitat de poder construir-los o informar a qui calgui de les característiques que tenen. Els plànols són dibuixats sempre a escala, per a donar una imatge fidel i proporcionada de l'objecte que representen.
El sistema més emprat en la realització de plànols és el de les vistes ortogonals, també conegut per sistema dièdric. Consisteix a projectar l'objecte sobre plans que formen un diedre; són tres plans que estan entre ells a 90°, (imagineu un racó d'una habitació).
Així la vista que correspon a la projecció de l'objecte sobre un pla vertical, es diu alçat. La vista corresponen a la projecció sobre un pla horitzontal, es diu planta. I la vista que es projecta sobre el pla vertical lateral, es diu perfil.
A més, aquestes vistes es complementen amb:
- Les seccions, que són talls imaginaris que fem, i dibuixem, per poder mostrar racons o interiors dels objectes, que poden no quedar definits.
- Els detalls que mostren, com el seu nom indica, aspectes a tenir especialment en compte.
- Els símbols que estan normalitzats, són una gran ajuda per a definir qüestions com ara:
  - La duresa del material.
  - El tipus d'acabat de les superfícies.
  - La precisió en les mesures.
  - Direccions de doblecs.
  - Etc.
- Les acotacions dels plànols representen numèricament el valor de l'element que indiquen. En plànols de peces mecàniques, les unitats són sempre escrites en mil·límetres, (mm).

En arquitectura, i enginyeria, els plànols són dibuixats a escales adients, generalment 1:50 o 1:100, les unitats solen donar-se en centímetres (cm) o en metres (m), segons la grandària de l'objecte representat i també tenen símbols normalitzats per indicar característiques constructives sobre els mateixos plànols.